# Cristina Sossi
Cristina Sossi (Italia, 21 de mayo de 1971) es una nadadora retirada especializada en pruebas de estilo libre. Consiguió dos medallas de bronce durante el Campeonato Europeo de Natación de 1991 en las pruebas de 400 y 800 metros libres.

## Palmarés internacional
| Campeonato Europeo de Natación | Campeonato Europeo de Natación | Campeonato Europeo de Natación | Campeonato Europeo de Natación |
| Año                            | Lugar                          | Medalla                        | Prueba                         |
| ------------------------------ | ------------------------------ | ------------------------------ | ------------------------------ |
| 1991                           | Atenas ( Grecia)               | Medalla de bronce              | 400 m libres                   |
| 1991                           | Atenas ( Grecia)               | Medalla de bronce              | 800 m libres                   |